# Тиббо, Эмиль
Эмиль Луи Мари Барон Тиббо (фр. Emile Louis Marie Baron Tibbaut; 12 июня 1862, Лаарне, Восточная Фландрия, Бельгия — 19 декабря 1935, Париж, Франция) — бельгийский государственный деятель, председатель Палаты представителей Бельгии (1928—1930).

## Биография
Родился в семье нотариуса. Окончил колледж Святого Иосифа в Аалсте и юридический факультет Лёвенского католического университета, после его окончания работал адвокатом в Генте.
Свою политическую карьеру начал в 1896 г., когда он был избран представителем католиков в муниципальном совете Гента и состоял в нем до 1899 г.
С января 1898 г. до конца жизни являлся депутатом Палаты представителей Бельгии. Во время Первой мировой войны с 1914 по 1918 г. был председателем Национального комитета продовольственной помощи и председателем Высшего совета по сельскому хозяйству.
С 1918 по 1928 г. был заместителем председателя, а с 1928 по 1930 г. — председателем Палаты депутатов. В 1908 году он был докладчиком во время обсуждения закона о принятии Свободного государства Конго в качестве бельгийской колонии. В парламенте он стал председателем Комиссии по бельгийскому Конго.
С 1927 по 1935 г. являлся председателем Крестьянского союза. Руководил рядом аграрных колониальных ассоциаций. 
В 1921 г. ему был присвоен титул барона, а в 1930 г. — звание государственного министра.
С 1934 г. — член Генеральной ассамблеи Католического союза Бельгии.